# Gouvernement Dupong-Schaus
Gouvernement d'Union nationale Gouvernement Dupong-Bodson
Le gouvernement Dupong-Schaus (luxembourgeois : Regierung Dupong-Schaus), est le gouvernement du Luxembourg en fonction du 1er mars 1947 au 3 juillet 1951.

## La transition
Le gouvernement d’union nationale donne sa démission. Le Parti chrétien-social et le Groupement démocratique forment une coalition gouvernementale qui peut s’appuyer sur une confortable majorité – 34 députés sur un total de 51 – à la Chambre des députés. La cure d’opposition permet au Parti ouvrier socialiste luxembourgeois de reconstituer ses forces. Lors des élections partielles du 6 juin 1948, le LSAP devient à nouveau le parti le plus fort dans la circonscription du Sud, alors que le Parti communiste recule. Malgré ses excellents résultats, le parti socialiste préfère rester dans l’opposition. Même si Dupong est favorable à l’idée d’un gouvernement à trois pour résoudre les problèmes de la reconstruction, les socialistes refusent de rejoindre une coalition dont feraient partie les libéraux. Le LSAP prône une politique économique basée sur le dirigisme et la planification, qui s’oppose radicalement aux conceptions du libéralisme.
| 25  | 9  | 11   | 5   | 1 |
| CSV | GD | LSAP | KPL | I |

La majorité parlementaire du gouvernement avant et après les élections de 1948.
| 22  | 9  | 15   | 5   |
| CSV | GD | LSAP | KPL |

## Composition

### Initiale (1ermars 1947)
| Portefeuille | Titulaire | Titulaire        | Parti |
| --- | --------- | ---------------- | ----- |
| Ministre d'État Président du gouvernement (Administration centrale, Finances, Épuration, Travail, Prévoyance sociale, Mines, Assistance sociale)                    |           | Pierre Dupong    | CSV   |
| Ministre des Affaires étrangères et du Commerce extérieur (Viticulture)                                                                                             |           | Joseph Bech      | CSV   |
| Ministre de l'Éducation nationale (Cultes, Arts et Sciences, Agriculture)                                                                                           |           | Nicolas Margue   | CSV   |
| Ministre de la Justice et de l'Intérieur (Éducation physique) |           | Eugène Schaus    | GD    |
| Ministre des Affaires économiques et de la Force armée (Commerce, Industrie et Métiers, Ravitaillement alimentaire et industriel, Tourisme, Police locale étatisée) |           | Lambert Schaus   | CSV   |
| Ministre de la Santé publique et des Dommages de guerre (Mondorf-État, Rapatriement)                                                                                |           | Alphonse Osch    | GD    |
| Ministre des Travaux publics (Bâtiments et Voirie, Transports, Électricité, Reconstruction)                                                                         |           | Robert Schaffner | GD    |

### Remaniement du 14 juillet 1948
- Les nouveaux ministres sont indiqués en gras, ceux ayant changé d'attributions en italique.

| Portefeuille | Titulaire | Titulaire                            | Parti |
| --- | --------- | ------------------------------------ | ----- |
| Ministre d'État Président du gouvernement (Administration centrale, Finances, Épuration, Travail, Prévoyance sociale, Mines) Ministre de la Force armée (Police locale étatisée a.i.) |           | Pierre Dupong                        | CSV   |
| Ministre des Affaires étrangères et du Commerce extérieur (Viticulture) |           | Joseph Bech                          | CSV   |
| Ministre de la Justice et de l'Intérieur (Éducation physique) |           | Eugène Schaus                        | GD    |
| Ministre de la Santé publique et des Dommages de guerre (Rapatriement) |           | Alphonse Osch                        | GD    |
| Ministre des Travaux publics (Bâtiments et Voirie, Transports, Électricité, Reconstruction)                                                                                           |           | Robert Schaffner                     | GD    |
| Ministre de l'Éducation nationale (Cultes, Arts et Sciences, Assistance sociale) |           | Pierre Frieden                       | CSV   |
| Ministre des Affaires économiques et de l'Agriculture (Commerce, Industrie et Métiers, Ravitaillement alimentaire et industriel, Tourisme)                                            |           | Aloyse Hentgen (jusqu'au 02/09/1950) | CSV   |
| Ministre des Affaires économiques et de l'Agriculture (Commerce, Industrie et Métiers, Ravitaillement alimentaire et industriel, Tourisme)                                            |           | François Simon                       | CSV   |

## La politique extérieure
Dans un contexte international marqué par le début de la guerre froide, le gouvernement luxembourgeois se range résolument dans le camp occidental. Il participe aux différentes initiatives qui aboutissent à la mise en place d’un système d’alliances militaires entre pays occidentaux. Le 17 mars 1948, le Luxembourg adhère au pacte de Bruxelles par lequel la France, la Grande-Bretagne et les pays du Benelux s’engagent à se fournir une assistance mutuelle en cas d’agression. Le 4 avril 1949, il signe le traité de l’Atlantique nord qui donne naissance à l’OTAN. Ces décisions font l’unanimité des trois grandes formations politiques du pays à l’exception du Parti communiste.
Suivant en cela la politique des Alliés, le Luxembourg procède à une normalisation de ses relations avec l’Allemagne. En 1949, le gouvernement luxembourgeois renonce à ses
revendications territoriales, ne gardant qu’une forêt près de Vianden, le Kammerwald, en gage de paiement des réparations de guerre.
Le Luxembourg participe également aux négociations sur la mise en œuvre du plan Marshall dans le cadre de l’OECE, l’Organisation européenne de coopération économique. Il figure parmi les 16 pays européens qui se réunissent le 12 juillet 1947 à Paris pour répondre à la proposition d’aide lancée par le secrétaire d’État américain. Il signe les différentes conventions conclues à cette occasion comme entité politique souveraine. Mais l’aide américaine est accordée à l’UEBL, au sein de laquelle elle est ensuite répartie sur la base de la taille démographique et de la capacité économique des deux partenaires. Le gouvernement luxembourgeois profite de la création de l’OECE pour présenter plusieurs grands projets qui visent notamment l’aménagement hydroélectrique de la Sûre et de l’Our.
Quand Robert Schuman lance son plan de création d’un marché commun européen du charbon et de l’acier, le Luxembourg est partie prenante. Le 18 avril 1951, le ministre luxembourgeois des Affaires étrangères, Joseph Bech, signe avec ses collègues français, allemand, italien, belge et néerlandais, le traité de Paris instituant la CECA, la Communauté européenne du charbon et de l’acier. Même si, à l’époque, l’ambassadeur français note que « le Luxembourg ne pouvait pas ne pas adhérer » vu son faible poids politique sur la scène internationale, le gouvernement luxembourgeois n’a pas cédé d’un cœur léger à une proposition qui tendait à placer l’industrie vitale du pays sous une autorité supranationale. Durant la période de l’après-guerre, la sidérurgie reste l’épine dorsale de l’économie luxembourgeoise. Elle emploie un quart de la population active et couvre presque deux tiers de la production industrielle du pays. Lors des négociations, le gouvernement luxembourgeois réussit à faire accepter le principe de l’égalité juridique de tous les États, même du plus petit, et à obtenir que le Luxembourg soit représenté directement dans les institutions de la CECA, c’est-à-dire dans la Haute Autorité et dans l’Assemblée commune.

## La politique intérieure
La participation du Luxembourg à des alliances militaires internationales signifie l’abandon du statut de neutralité et rend nécessaire une révision de la Constitution. La Chambre élue en 1945 avait reçu la mission de modifier plusieurs articles constitutionnels. Les modifications seront votées par le Parlement sous le gouvernement Dupong/Schaus. Les mots « perpétuellement neutre » sont biffés du premier article. En outre, la révision constitutionnelle de 1948 définit le Luxembourg comme « démocratie parlementaire », souligne l’importance de la liberté du commerce et de l’industrie, consacre les libertés syndicales, stipule que la loi garantit le droit au travail et organise la Sécurité sociale.
Au sein de la coalition, Pierre Dupong et le Parti chrétien-social mettent l’accent sur la politique familiale en développant les prestations à l’égard des familles. La loi du 20 octobre 1947 constitue la première base légale créant des allocations familiales en faveur de tous les salariés. En plus, le gouvernement crée l’allocation de naissance. Durant la période de l’après-guerre, un large consensus existe autour du principe de solidarité nationale : que ceux qui sont restés indemnes aident ceux qui ont souffert de la guerre. Ce principe de solidarité nationale guide aussi le gouvernement dans sa politique de reconstruction. Le 16 avril 1947, le ministre d’État s’engage devant la Chambre à assurer l’indemnisation intégrale des dommages de guerre. Ceux-ci sont évalués à 11,1 milliards de francs luxembourgeois.
Bien que le gouvernement parvienne à obtenir des clauses de protection pour l’agriculture luxembourgeoise lors des négociations du Benelux et du GATT (General Agreement on Tariffs and Trade – accord général sur les tarifs douaniers et le commerce), des dissensions surgissent entre le ministère de l’Agriculture et la Centrale paysanne. Créée au lendemain de la guerre, cette dernière avait hérité des compétences de la Chambre d’agriculture et s’était érigée en un puissant syndicat regroupant l’immense majorité des agriculteurs. Sous la houlette de son secrétaire général, Mathias Berns, la Centrale paysanne prétend intervenir dans la définition de la politique agricole luxembourgeoise.